# Žuče
Žuče (izvirno srbsko Жуче) je naselje v Srbiji, ki upravno spada pod Občino Tutin; slednja pa je del Raškega upravnega okraja.

## Demografija
V naselju, katerega izvirno (srbsko-cirilično) ime je Жуче, živi 107 polnoletnih prebivalcev, pri čemer je njihova povprečna starost 31,4 let (30,2 pri moških in 32,6 pri ženskah). Naselje ima 25 gospodinjstev, pri čemer je povprečno število članov na gospodinjstvo 6,04.
|  |

| Demografija | Demografija     | Demografija     |
| Leto        | Št. prebivalcev | Št. prebivalcev |
| ----------- | --------------- | --------------- |
|             |                 |                 |
|             |                 |                 |
|             |                 |                 |
|             |                 |                 |
| 1948        | 112             |                 |
| 1953        | 129             |                 |
| 1961        | 125             |                 |
| 1971        | 165             |                 |
| 1981        | 180             |                 |
| 1991        | 187             | 169             |
| 2002        | 184             | 151             |
|             |                 |                 |

| Etnična sestava po popisu iz leta 2002 | Etnična sestava po popisu iz leta 2002 | Etnična sestava po popisu iz leta 2002 | Etnična sestava po popisu iz leta 2002 | Etnična sestava po popisu iz leta 2002 |
| -------------------------------------- | -------------------------------------- | -------------------------------------- | -------------------------------------- | -------------------------------------- |
| Bošnjaki                               | Bošnjaki                               |                                        | 151                                    | 100,0%                                 |
| Neznano                                | Neznano                                |                                        | 0                                      | 0,0%                                   |